# روسن پلونلیف
روسن پلونلیف (بلغاری: Росен Асенов Плевнелиев؛ زادهٔ ۱۴ مهٔ ۱۹۶۴) سیاست‌مدار اهل بلغارستان است که از ژانویه ۲۰۱۲ تا ژانویه ۲۰۱۷ رئیس‌جمهور این کشور بود.